# Araneus concoloratus
Araneus concoloratus är en spindelart som först beskrevs av F. O. Pickard-Cambridge 1904.  Araneus concoloratus ingår i släktet Araneus och familjen hjulspindlar.
Artens utbredningsområde är Panama. Inga underarter finns listade i Catalogue of Life.